# Pierre de Saint-Joseph
Pierre de Saint-Joseph (en latin Petrus A Sancto Josepho), né Pierre Comagère, est un moine cistercien, philosophe et théologien français du XVIIe siècle.

## Biographie

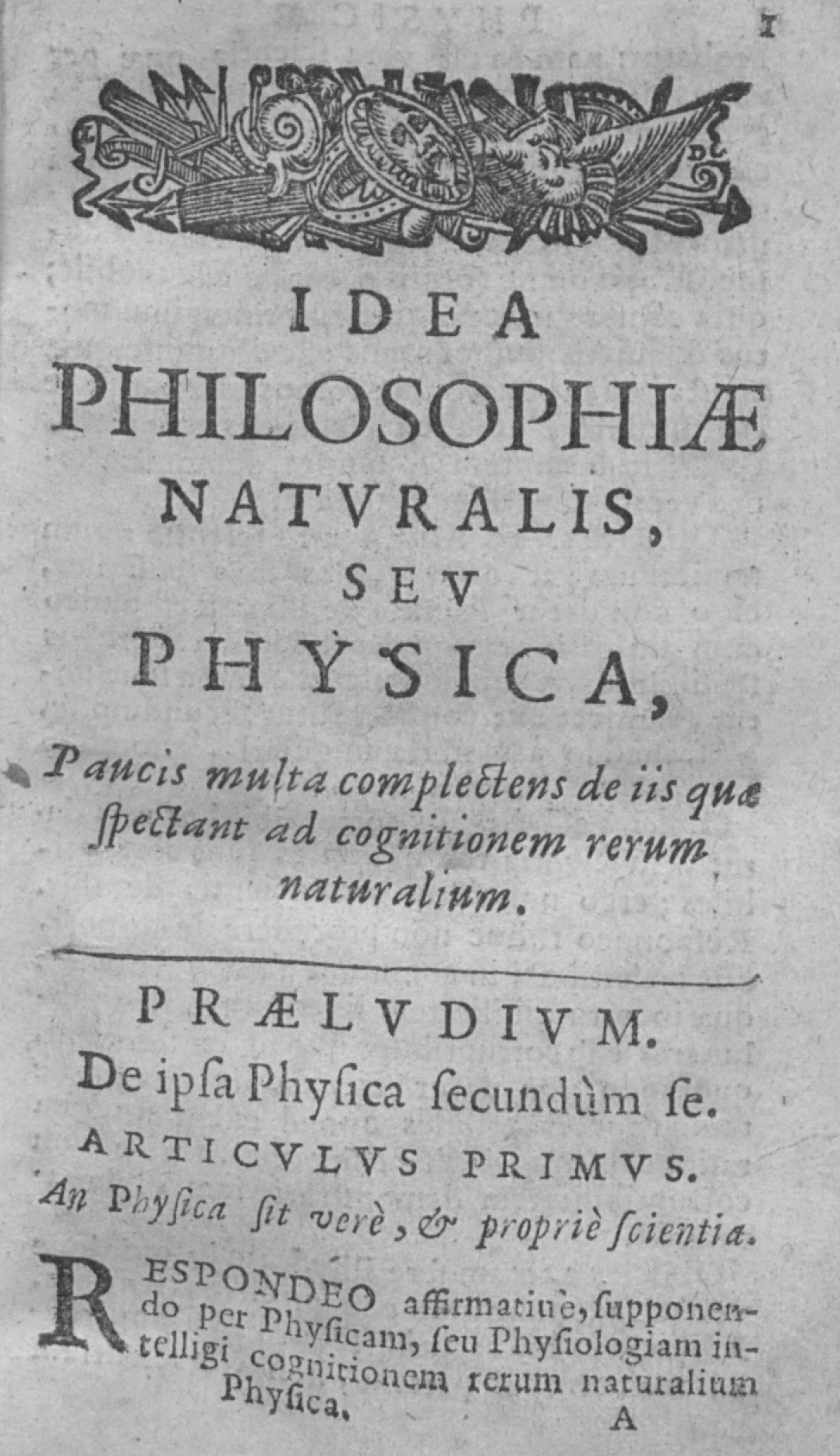
Idea philosophiae naturalis, seu physica, page de titre

Pierre Comagère entre jeune au couvent cistercien des Feuillants à Paris, faubourg Saint-Honoré ; il y fait ses études, prend le nom en religion de Pierre de Saint-Joseph, et y devient professeur de philosophie et de théologie. Il publie plusieurs manuels de théologie et de philosophie destinés à ses élèves. Il prend part très tôt et activement à la polémique contre le jansénisme : sa Defensio sancti Augustini, publiée en 1643, répond à l'Augustinus de Jansenius, publié à Louvain en 1640 et à Paris en 1641. Il attaque notamment les positions d'Antoine Arnauld sur le sacrement de pénitence et la fréquente communion.

## Œuvres
- (la) Defensio s. Thomae Aquinatis, Lyon, Vincent de Coeursilly, 1633 (lire en ligne).
- (la) Idea theologiae speculativae, Cologne, Konstantin Münich, 1640 (lire en ligne).
- (la) Defensio S. Augustini Hipponensis adversus Augustinum Iprensem, quoad auxilia gratiae et humanam libertatem, Paris, Georges Josse, 1643 (lire en ligne).
- (la) Idea theologiae moralis, Paris, Georges Josse, 1645 (lire en ligne).
- (la) Theses universae theologiae, Cologne, Konstantin Münich, 1648 (lire en ligne).
- (la) Idea philosophiae rationalis, seu logica, Paris, Georges Josse, 1654 (lire en ligne).
- (la) Idea philosophiae naturalis, seu physica, Paris, Georges Josse, 1659 (lire en ligne).
- Response exacte au livre de Denys Raymond ... touchant les cinq propositions de Jansénius, pour la défense des constitutions qu'Innocent X et Alexandre VII ont publiées contre la doctrine de ce prélat, Paris, François Muguet, 1661 (lire en ligne).
- (la) Summula casuum conscientiae, Lyon, Antoine Beaujolin et Michel Goy, 1666 (lire en ligne).
- Les sentimens de Saint François de Sales, Paris, F. Muguet, 1669 (lire en ligne).
- (la) Idea philosophiae universalis, seu metaphysica, Cologne, Konstantin Münich, 1671 (lire en ligne).